# Clara Eaton Cummings
Clara Eaton Cummings (Plymouth, New Hampshire, 13 de juliol de 1853 - Concord, New Hampshire, 28 de desembre de 1906) va ser una botànica, curadora i professora universitària estatunidenca.
Es va convertir en una especialista en flora criptogàmica, i va exercir com a professora de botànica criptogàmica a Hunnewell, interessant-se per les molses, les herbes hepàtiques i els líquens de l'Amèrica del Nord i de l'estranger. Després d'haver estudiat al Wellesley College des de 1876, va mostrar un talent en el camp de la botànica que mantingué com a empleada al museu de la universitat. Treballà com a curadora entre 1878 i 1879, i aquest darrer any fou nomenada instructora de botànica, càrrec que va conservar fins al 1886. En aquest moment, Cummings va viatjar a Europa, i entre 1886 i 1887 va estudiar a Zúric, abans de tornar al Wellesley College com a professora adjunta, ocupació que va mantenir fins que, el 1905 va ser nomenada catedràtica de botànica d'Hunnewell i aquest any es va fer càrrec del departament de botànica. L'any següent, però, es va ajustar el seu títol professional per reflectir millor la seva especialitat. En aquest paper, Cummings va publicar nombrosos treballs, inclosos treballs sobre els líquens d'Alaska i Labrador (regions d'interès particular per a ella) i un Catalogue of Musci and Hepaticae of North America, North of Mexico (1885). Com a taxonomista, la seva visió era conservadora i Cummings va fer pocs canvis radicals en aquest camp. Una editora associada de Plant World va recollir molses i líquens a Nova Anglaterra i Califòrnia en particular, però també va visitar Jamaica on va reunir exemplars de plantes. Cummings era actiu a la societat botànica i fou nomenat membre de l'American Association for the Advancement of Science, així com president de la Society of Plant Morphology and Physiology (1904) i membre del Club Botànic Torrey.